# Municipio de Maza
El municipio de Maza (en inglés: Maza Township) es un municipio ubicado en el condado de Towner en el estado estadounidense de Dakota del Norte. En el año 2010 tenía una población de 14 habitantes y una densidad poblacional de 0,15 personas por km².

## Geografía
El municipio de Maza se encuentra ubicado en las coordenadas 48°25′17″N 99°10′39″O / 48.42139, -99.17750. Según la Oficina del Censo de los Estados Unidos, el municipio tiene una superficie total de 93.7 km², de la cual 90,75 km² corresponden a tierra firme y (3,15 %) 2,95 km² es agua.

## Demografía
Según el censo de 2010, había 14 personas residiendo en el municipio de Maza. La densidad de población era de 0,15 hab./km². De los 14 habitantes, el municipio de Maza estaba compuesto por el 100 % blancos. Del total de la población el 0 % eran hispanos o latinos de cualquier raza.